# Yvette Kosmann-Schwarzbach
Yvette Kosmann-Schwarzbach (geboren 30 april 1941)  is een Franse professor in de wiskunde.

## Opleiding en carrière
Kosmann-Schwarzbach promoveerde in 1970 aan de Universiteit van Parijs. Haar promotor was André Lichnerowicz, de titel van haar proefschrift Dérivées de Lie des Spineurs ( Lie-derivaten van spinors ). 
Ze werkte aan de  Universiteit voor Wetenschap en Technologie van Lille en vanaf 1993 was ze verbonden aan de École polytechnique.

## Onderzoek
Kosmann-Schwarzbach is de auteur van meer dan vijftig artikelen over differentiële meetkunde, algebra en wiskundige natuurkunde, van twee boeken over Lie-groepen en over de stelling van Noether, en tevens co-redacteur van verschillende boeken over de theorie van integreerbare systemen. De Kosmann-lift in differentiële geometrie is naar haar vernoemd.  
- Bibliothèque nationale de France: cb12436908f (data)
- Gemeinsame Normdatei: 14349645X
- International Standard Name Identifier: 0000 0001 1515 9194
- Library of Congress Control Number: n93108267
- Mathematics Genealogy Project: 128977
- Nationale Bibliotheek van Tsjechië: xx0114703
- Nationale Bibliotheek van Israël: 987007437553205171
- Nederlandse Thesaurus van Auteursnamen: 331537478
- Système universitaire de documentation: 070508607
- Virtual International Authority File: 5023844
- WorldCat: E39PBJj4rhMVf83yWVDtqrTvHC